# فابيو لوبيز ألكانتارا
فابيو لوبيز ألكانتارا هو لاعب كرة قدم برازيلي في مركز الهجوم، ولد في 24 مارس 1977 في سالفادور في البرازيل. لعب مع برسيب باندونغ وبرسيجا جاكارتا ونادي إيسترن سبورتس ونادي باسو فوندو ونادي باهيا.

## وصلات خارجية
- فابيو لوبيز ألكانتارا على موقع قاعدة بيانات كرة القدم.إي يو (الإنجليزية)
- فابيو لوبيز ألكانتارا على موقع Soccerway.com (الإنجليزية)